# Emmeloord
Emmeloord este o localitate în Țările de Jos, în comuna Noordoostpolder din provincia Flevoland. Localitatea este centrul administrativ al comunei.
Emmeloord este situat în centrul comunei Noordoostpolder, în locul în care trei principale canale de drenaj se intersectează. Planificat de la început pentru a fi primul și singurul oraș polderului, a rămas principala localitate din comună în ciudea fondării a zece sate, concepute în principal ca și comunități agricole și situate într-un mare cerc în jurul localității Emmeloord. Distanțele dintre ele au fost stabilite pentru a fi ușor de atins de pe bicicletă. Emmeloord a fost numit dupa un sat abandonat pe insula Schokland.